# A Wizard, a True Star
Albums de Todd Rundgren
Something/Anything?
(1972) Todd
(1974)
A Wizard, a True Star est le quatrième album studio de l'auteur-compositeur-interprète américain Todd Rundgren. Il est sorti en 1973 sur le label Bearsville Records.

## Histoire

### Contexte
Sorti en février 1972, Something/Anything? est le troisième album solo de Todd Rundgren et le premier sorti sous son seul nom. Il inclut plusieurs chansons pop qui comptent parmi ses compositions les plus célèbres, comme I Saw the Light (en) et Hello It's Me (en), mais aussi des jams de longue durée et des passages parlés, comme le morceau Intro dans lequel Rundgren décrit plusieurs problèmes susceptibles d'influencer la qualité d'un enregistrement audio et invite l'auditeur à les rechercher sur l'album. Cet album rencontre un franc succès et la critique voit en Rundgren l'héritier spirituel des Beatles et de Brian Wilson des Beach Boys. Il reçoit également l'étiquette, plus inconfortable à ses yeux, de « Carole King au masculin ». Par la suite, il explique : « Sans vouloir offenser Carole King, ce n'est pas vraiment le genre de postérité musicale que je comptais laisser. »
À son retour à New York, Rundgren décide de consommer pour la première fois des drogues psychédéliques. Il essaie ainsi la DMT, la mescaline, la psilocybine et peut-être également le LSD. Avec le recul, il juge les chansons de Something/Anything? trop conventionnelles et paresseuses et souhaite que son album suivant soit plus éclectique et aventureux. Ses goûts musicaux évoluent et le portent vers le rock progressif d'artistes comme Frank Zappa, Yes ou le Mahavishnu Orchestra.

### Enregistrement
Pour accueillir les séances d'enregistrement de A Wizard, a True Star, Rundgren et le claviériste Moogy Klingman (en) mettent sur pied un nouveau studio d'enregistrement baptisé Secret Sound. Situé sur la 24e Rue, dans le quartier de Manhattan, il est conçu sur mesure pour les besoins de Rundgren et doit lui permettre de se livrer à toutes les expériences qu'il peut souhaiter sans avoir à s'inquiéter du coût horaire de la location d'un studio. Sa construction, qui prend deux ou trois mois, est financée par les royalties de Hello It's Me et par l'avance de 10 000 $ reçue par Klingman pour son deuxième album solo, Moogy II, coproduit par Rundgren. L'album y est intégralement enregistré à l'exception de la chanson finale, Just One Victory, qui a été achevée préalablement aux studios Advantage.
La plupart des instruments et de l'équipement sont fournis par Rundgren. Ils comprennent des vibraphones, des orgues et autres claviers, des égaliseurs Fairchild et un magnétophone Stephens à 16 pistes. Sur certaines chansons, il joue lui-même de tous les instruments, alors que sur d'autres, il est accompagné par Moogy & the Rhythm Kingz, le groupe de Moogy Klingman, qui comprend le batteur John Siomos (en), le claviériste Ralph Schuckett (en) et le bassiste John Siegler. Rundgren les encourage à exprimer leurs idées s'ils estiment qu'elles peuvent améliorer la musique. La description d'une séance typique offerte par Siegler commence par un morceau écrit au piano ou à la guitare par Rundgren, souvent sans titre. Le groupe l'apprend en l'écoutant ou en le couchant sur le papier si nécessaire. Ce n'est qu'une fois la piste de base terminée que la partie de chant est enregistrée. Rundgren joue aussi le rôle d'ingénieur du son.

### Parution et accueil
A Wizard, a True Star est publié le 2 mars 1973 par Bearsville Records. Sa sortie coïncide avec le succès du single Hello It's Me, mais Rundgren se trouve alors dans un état d'esprit tellement différent que Bearsville ne peut pas capitaliser dessus. L'artiste exige notamment qu'aucun single ne soit extrait de A Wizard, a True Star, car il souhaite que les chansons soient uniquement audibles dans le contexte de l'album. En fin de compte, l'album se classe no 86 des ventes aux États-Unis.

## Caractéristiques artistiques
La première face de l'album est intitulée The International Feel (In 8). Elle se compose d'une série de chansons qui s'enchaînent sans interruption dans une grande variété de styles et d'ambiances, avec notamment une reprise de Never, Never Land, morceau tiré de la comédie musicale de 1954 Peter Pan, et Rock N Roll Pussy, une critique acerbe des libéraux de gauche hypocrites.
La deuxième face de l'album, baptisée A True Star, est occupée en majeure partie par des ballades. Elle présente un medley de dix minutes de plusieurs chansons de soul des années 1960 : I'm So Proud des Impressions, Ooo Baby Baby des Miracles, La-La (Means I Love You) des Delfonics et Cool Jerk (en) des Capitols (en).

## Fiche technique

### Chansons
Toutes les chansons sont écrites et composées par Todd Rundgren, sauf mention contraire.
| 1.  | International Feel                        |                                        | 2:50 |
| 2.  | Never Never Land                          | Betty Comden, Adolph Green, Jule Styne | 1:34 |
| 3.  | Tic Tic Tic It Wears Off                  |                                        | 1:14 |
| 4.  | You Need Your Head                        |                                        | 1:02 |
| 5.  | Rock & Roll Pussy                         |                                        | 1:08 |
| 6.  | Dogfight Giggle                           |                                        | 1:05 |
| 7.  | You Don't Have to Camp Around             |                                        | 1:03 |
| 8.  | Flamingo                                  |                                        | 2:34 |
| 9.  | Zen Archer                                |                                        | 5:35 |
| 10. | Just Another Onionhead / Dada Dali        |                                        | 2:23 |
| 11. | When the Shit Hits the Fan / Sunset Blvd. |                                        | 4:02 |
| 12. | Le Feel Internacìonále                    |                                        | 1:51 |

| 1. | Sometimes I Don't Know What to Feel                                            |                                                                                           | 4:16  |
| 2. | Does Anybody Love You?                                                         |                                                                                           | 1:31  |
| 3. | Medley: I'm So Proud / Ooh Baby Baby / La La Means I Love You / Cool Jerk (en) | Curtis Mayfield / Smokey Robinson, Pete Moore / Thom Bell, William Hart / Donald Storball | 10:34 |
| 4. | Hungry for Love                                                                |                                                                                           | 2:18  |
| 5. | I Don't Want to Tie You Down                                                   |                                                                                           | 1:56  |
| 6. | Is It My Name?                                                                 |                                                                                           | 4:01  |
| 7. | Just One Victory                                                               |                                                                                           | 4:59  |

### Musiciens
- Todd Rundgren : chant, guitares, claviers, synthétiseurs, basse, batterie, percussions, saxophone, effets électroniques
- Michael Brecker : saxophone
- Randy Brecker : trompette
- Tom Cosgrove : guitare
- Rick Derringer : guitare
- Bill Gelber : basse
- Moogy Klingman (en) : claviers
- Jean-Yves Labat : synthétiseur
- Barry Rogers (en) : trombone
- David Sanborn : saxophone
- Ralph Schuckett (en) : claviers
- John Siegler : basse, violoncelle
- John Siomos (en) : batterie